# Rickety Gin
Pour plus de détails, voir Fiche technique et Distribution.
Rickety Gin est un court métrage de la série Oswald le lapin chanceux, produit par les studios Disney et sorti le 26 décembre 1927.

## Synopsis
Oswald est un garde monté et flirte avec une nourrice dans un parc. Seul avec la fille, pendant que le cheval garde la poussette, Oswald est saoulé par Pete, un contrebandier de liqueur.

## Fiche technique
- Titre : Rickety Gin
- Titres de travail[1] : Whose Hootch, Officer 999
- Série : Oswald le lapin chanceux
- Réalisateur : Walt Disney
- Animateur[1] : Ub Iwerks, Friz Freleng
- Camera[1] : Mike Marcus
- Producteur : Charles Mintz
- Production : Disney Brothers Studios sous contrat de Robert Winkler Productions
- Distributeur : Universal Pictures
- Date de sortie : 26 décembre 1927[1],[2],[3]
- Autres dates[1] :
  - Fin de production : 2 septembre 1927
  - Livraison : 17 septembre 1927
  - Dépôt de copyright : 19 octobre 1927 par Universal
- Format d'image : Noir et Blanc
- Durée : 6 min
- Langue : (en)
- Pays :  États-Unis